# James McMahon
James McMahon je americký hutní inženýr a amatérský astronom, známý svými vizuálními pozorováními zákrytů hvězd planetkami. Nejznámější je jeho pozorování zákrytu hvězdy SAO 1220774 planetkou (532) Herculina v roce 1978. Zákryt trval 21 sekund, ovšem po něm neočekávaně zaznamenal další, který tentokrát trval 5 sekund. Když jeho pozorování potvrdila analýza světelné křivky zaznamenané Lowellovou observatoří v Arizoně, dospěli astronomové k závěru, že planetku zřejmě obíhá menší satelit. James McMahon tak byl považován za prvního objevitele asteroidního měsíce. Pozorování planetky Herculina Hubblovým vesmírným dalekohledem v roce 1993 však objev nepotvrdilo.
Roku 1979 se McMahon stal prvním laureátem nově založené ceny Amateur Achievement Award, kterou od té doby americká Pacifická astronomická společnost odměňuje úspěchy amatérských astronomů z celého světa.